# Králické sedlo
Králické sedlo (pol. Przełęcz Králicka; 1185 m n.p.m.) – płytka, mało wybitna przełęcz w głównym grzbiecie Gór Kremnickich w Centralnych Karpatach Zachodnich, na Słowacji. Nazwa pochodzi od wsi Králiky rozłożonej na wschodnich zboczach grzbietu, poniżej przełęczy.

## Położenie
Przełęcz leży w południowej części tzw. Grzbietu Flochowej (słow. Flochovský chrbát). Oddziela wzniesienie Mytnego Wierchu (1221 m n.p.m.) na północy od Łopuchowgo Wierchu (1201 m n.p.m.) na południu. Grzbiet w tym miejscu nie stanowi już wododziału między dorzeczami Hronu i Turca, więc oba zbocza przełęczy należą do dorzecza Hronu. Zbocza wschodnie odwadnia Farebný potok, który przez Tajovský potok uchodzi do Hronu w Bańskiej Bystrzycy, natomiast zbocza zachodnie – potok Bystrica, który przez Kremnický potok uchodzi do tej samej rzeki powyżej Żaru nad Hronem.

## Znaczenie komunikacyjne
Od najdawniejszych czasów przez przełęcz wiodła stara ścieżka zwana Zbójnickim Chodnikiem (słow. Zbojnícky chodník), stanowiąca jeden z wariantów przejścia przez grzbiet Gór Kremnickich z Bańskiej Bystrzycy do Kremnicy. Obecnie nie ma on żadnego znaczenia komunikacyjnego.

## Turystyka
Przełęcz jest lokalnym węzłem znakowanych szlaków turystycznych. Grzbietem przez przełęcz biegnie również zimą jedna z wielu w okolicy tras dla narciarzy biegowych.